# Коромысло рыжеватое
Коромысло рыжеватое, или дозорокоромысло рыжеватое (Aeshna isoceles) — это небольшая разнокрылая стрекоза, обитающая в Европе, в основном около Средиземного моря, а также в равнинных районах Северной Африки. В Британии встречается редко и не везде, что отражено в её принятом здесь названии «норфолкская стрекоза».
Тело коричневое, глаза зелёные. Крылья прозрачны и не окрашены, на втором брюшном сегменте — треугольное жёлтое пятно. Ранее, в силу ряда отличий от других стрекоз рода Aeshna, её относили к роду Anaciaeschna. Видовое латинское название часто пишется как «isosceles».

## Внешний вид
Коромысло рыжеватое — один из 2 видов европейских стрекоз с коричневой окраской. Второй вид — коромысло большое (Aeshna grandis). Для обоих видов характерны коричневые грудь и брюшко, но у зеленоглазой стрекозы крылья прозрачны и не окрашены, а глаза зелёные; также на втором брюшном сегменте есть характерное жёлтое треугольное пятно. У основания каждого из задних крыльев — по жёлтому пятну. У коричневой же стрекозы крылья желтоватые, а глаза голубоватые. Зелёные глаза у стрекоз первого вида заметны даже в полёте, так что различить 2 этих вида стрекоз не составляет труда. Кроме того, зеленоглазая стрекоза выходит из зимней спячки намного раньше, чем коричневая.

## Ареал и среда обитания
Коромысло рыжеватое обитает в Центральной Европе и в странах вокруг Средиземного моря, в том числе в равнинных районах Северной Африки. В Восточной Европе встречается чаще, чем на юго-западе континента. В Испании и Португалии обитает только в отдельных районах.
Населяет влажные места с густой растительностью: берега прудов, каналов, также живёт на болотах.

## Охранный статус в Великобритании
В Великобритании коромысло рыжеватое всегда была редким видом. Встречается только в отдельных районах страны. Встречалась в низинных болотах Кембриджшира, но к началу 1980-х эта популяция серьёзно сократилась. Сейчас её ареал в Британии ограничен относительно незагрязнёнными низинными и поросшими травой болотами в Норфолке и северо-восточном Суффолке (в том числе в национальных парках «the Broads», «Mid-Yare» и «Ludham — Potter Heigham»). Охраняется в соответствии с Приложением 5 к «Акту об Охране Дикой Природы и Сельской Местности» 1981 года (англ. «Wildlife and Countryside Act 1981»), а также проходит в Красной Книге Великобритании как вид категории 1 (находящийся в опасности).

## Поведение
Раньше многих других стрекоз выходит из зимней спячки. Летает с мая по август. Взрослые обычно летают меньше, чем другие стрекозы рода Aeshna. Самцы защищают свою территорию, кружа над выбранным участком водоёма. Если водоём мал, самец зависает над его центром. В отличие от других стрекоз рода, чьи самцы постоянно кружат из конца в конец своих охотничьих участков, самец зеленоглазой стрекозы время от времени отдыхает, приземлившись на какое-нибудь растение. Самка откладывает яйца на растущие над водой растения. Личинки вылупляются через 2 недели, а через 2 года становятся взрослыми стрекозами.